# Benno Kerry
Benno Kerry (Vienna, 11 dicembre 1858 – Vienna, 20 maggio 1889) è stato un filosofo e psicologo austriaco.

## Vita
Kerry studiò con Ernst Laas e Otto Liebmann a Strasburgo e dal 1877/78 con Franz Brentano a Vienna. Nel 1881 ottenne il dottorato con lo scritto Untersuchungen über das Causalproblem auf dem Boden einer Kritik der einschlägigen Lehren J. St. Mills ("Ricerche sul problema della causalità sulla base delle teorie relative di J.St. Mill"). A Vienna, nel circolo della Scuola di Brentano divenne amico di Alois Höfler.
Nel 1885 conseguì l'abilitazione come Privatdozent a Strasburgo con lo scritto Grundzüge einer Theorie der mathematischen und nicht-mathematischen Grenzbegriffe. Ein Beitrag zur Erkenntnistheorie ("Fondamenti di una teoria dei concetti-limite matematici e non-matematici. Un contributo all'epistemologia.") e divenne assistente del neokantiano Wilhelm Windelband.
Kerry fu influenzato da Bernard Bolzano e divenne un importante mediatore delle sue teorie. Fu tra i primi studenti di Brentano (assieme a Meinong e Höfler) a distinguere nettamente tra contenuto e oggetto.

## Pensiero ed influenza
Kerry ebbe una certa influenza non solo all'interno della cerchia di Brentano, soprattutto su Alois Höfler (per il concetto di "lavoro psichico"), Edmund Husserl (nella Filosofia dell'aritmetica) e Kazimierz Twardowski (in "Sulla dottrina del contenuto e oggetto delle presentazioni"), ma anche su Gottlob Frege. Infatti Frege sviluppò il suo scritto Concetto e oggetto come risposta alle critiche di Kerry. Inoltre fu in stretto contatto con Georg Cantor e tramite la sua recensione della Mannigfaltigkeitslehre Bertrand Russell venne a conoscenza dell'opera di Cantor.

### Kerry e Frege
Kerry (soprattutto nel suo quarto articolo) criticò Frege per aver confuso contenuto ed oggetto delle presentazioni nei Fondamenti dell'aritmetica e nella "Begriffsschrift". Frege rispose ad alcuni aspetti delle critiche nel 1892 con lo scritto "Begriff und Gegenstand" ("Concetto e Oggetto"). La controversia divenne nota come il "problema del concetto cavallo".

### Morte
Kerry morì il 20 maggio del 1889 a causa di un'otite.

## Opere
- Untersuchungen über das Causalproblem auf dem Boden einer Kritik der einschlägigen Lehren J. St. Mills 1881.
- Grundzüge einer Theorie der mathematischen und nicht-mathematischen Grenzbegriffe. Ein Beitrag zur Erkenntnistheorie (scritto di abilitazione, non pubblicato)
- Recensione di Allgemeine Functionentheorie. Erster Theil di Paul Du Bois-Reymond, Tübingen, 1882" in Vierteljahrsschrift für wissenschaftliche Philosophie, 9, 1885, pp. 245-255.
- "Ueber G. Cantor's Mannigfaltigkeitsuntersuchungen" in Vierteljahrsschrift für wissenschaftliche Philosophie, 9, 1885, pp. 191-232.
- "Ueber Anschauung und ihre psychische Verarbeitung" in Vierteljahrsschrift für wissenschaftliche Philosophie, 9 (1885), 433-493; 10 (1886), 419-467; 11 (1887), 53-116, 249-307; 13 (1889), 71-124, 392-419; 14 (1890), 317-353; 15 (1891), 127-167. (Serie di otto articoli)
- (a cura di) Ernst Laas' Literarischer Nachlaß: I. Idealistische und positivistische Ethik. II. Oekonomische Mängel unseres nationalen Bildungswesens. III. Gymnasium und Realschule Verlag der "Deutschen Worte", Wien, 1887
- (ed. postuma) System einer Theorie der Grenzbegriffe. Ein Beitrag zur Erkenntnisstheorie. Erster Theil, a cura di Gustav Kohn, Franz Deuticke Verlag, Leipzig-Wien, 1890.